# Gretna Green
Gretna Green falu Skócia déli részén, a menekülő szerelmesek esküvőiről híres. A Londontól Edinburghig vezető kocsiút mentén az első skóciai település volt Dumfries és Galloway megyében, az Esk folyó torkolatához közel. Gretna Green közelében történt a brit történelem legszörnyűbb vasúti szerencsétlensége, a quintinshilli vonatbaleset 226 halálos áldozattal, 1915-ben. Gretna Green a skót–angol határon helyezkedik el, az A74 (M)-es autópályáról lehet megközelíteni.
Babits Mihály egyik legnépszerűbb versének a címe és a tárgya: Gretna Green.

## Házasságkötés
Gretna Green a világ egyik legnépszerűbb házasságkötő célállomása, évente több mint 5000 esküvőt rendeznek Gretnában vagy Gretna Green területén, és minden hatodik skót esküvőt itt tartják.
Általában azt feltételezik, hogy Gretna híres szökevényházasságai 1754-ben kezdődtek, amikor a Lord Hardwicke-féle házasságtörvény hatályba lépett Angliában. A törvény értelmében, ha egy kiskorú (21 éven aluli) szülője ellenezte a frigyet, megakadályozhatta azt. A törvény szigorított a házasságkötési feltételeken Angliában és Walesben, de Skóciára nem vonatkozott, ahol a fiúk 14 éves kortól, a lányok 12 éves kortól házasodhattak szülői beleegyezéssel vagy anélkül.
Azonban csak az 1770-es években – egy fizetős út megépítésével – vált Gretna Green az első könnyen megközelíthető faluvá a skót határ mellett. Az 1712-ben épült régi kovácsműhely és az 1710-es szálló központi turistacélponttá vált a „házasságkereskedelemben”, legalábbis a néphagyomány szerint. A régi kovácsműhely turista látványosságként már 1887-ben megnyitotta kapuit a nagyközönségnek.   

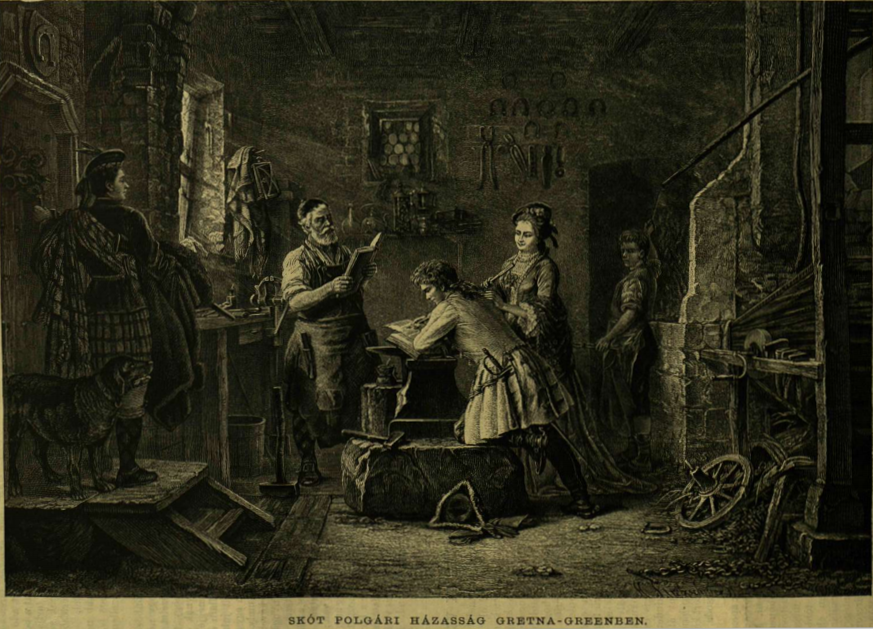
Házasságkötés Gretna Greenben (19. sz.)

Így a helyi kovács és az üllője lett a Gretna Green-i esküvők állandó szimbóluma. A skót törvény megengedte az ún. „szabálytalan házasságokat”, ami azt jelentette, hogyha az eskütétel két tanú előtt történt, akkor szinte bárki levezethette a házasságkötési szertartást. A gretnai kovácsok ún. „üllő papokként” váltak ismertté, közülük is kiemelkedik egy bizonyos Richard Rennison, aki 5147 szertartást celebrált. 
1929 óta mindkét házasulandó félnek legalább 16 évesnek kell lennie, de továbbra is szülői hozzájárulás nélkül lehet házasodni. Angliában és Walesben ma a korhatár, hogy valaki házasságot köthessen, 16 év szülői beleegyezéssel és 18 nélküle.
Gretnában 2 kovácsműhely, számtalan fogadó és kisbirtok biztosította a több tízezer esküvő hátterét. Ma több esküvői helyszín van Gretna Greenben és környékén, az egykori templomoktól egészen a külön erre a célra épített kápolnákig. A szertartást minden helyszínen a jelképes kovácsüllő felett végzik. Gretna Green máig fennmaradt az egyik legnépszerűbb esküvői helyszínek között, párok ezrei érkeznek évente a világ minden tájáról, hogy a Gretna Green-i kovácsüllő felett mondják ki az igent.
A magánjogban „a Gretna Green-i házasság” általában azt jelentette, hogy a házasságot nem a felek lakhelyének megfelelő joghatósági területen kötötték, hogy ezáltal elkerüljék a felek hazai törvénykezése által kiszabott korlátozásokat és eljárásokat.
Egy figyelemre méltó „gretnai házasság” volt Edward Gibbon Wakefield 1826-os második házassága, amikor is feleségül vette a fiatal örökösnőt, Ellen Turnert (az első házassága is egy örökösnővel történt, de a szülők el akarták kerülni a botrányt).
Ismertek Gretna Greenhez hasonló más városok is, amelyekben gyorsan és gyakran titokban köthetnek házasságot a szerelmesek. Az Egyesült Államokban ilyen hely pl. Elkton, Maryland, Reno, majd később Las Vegas.
1856-ban megváltoztatták a skót törvényt, mely szerint a házassághoz 21 nap ott-tartózkodás szükséges, majd további jogi változás történt 1940-ben. Az ott-tartózkodási követelményt 1977-ben megemelték.  Más skót határtelepüléseken is kötnek ilyen házasságokat, pl.  Lamberton, Mordington és Paxton Toll.

## A populáris kultúrában
- Egy üllőt emeltek a kanadai (Manitoba) Gretnában, hogy a kovácsműhelyt és a város nevének eredetét szimbolizálja.
- A BBC Csengetett, Mylord? című sorozatának Gretna Green vagy kudarc című epizódjában az egyik főszereplőt megszöktetik Gretna Greenbe, ami arra ösztönöz két másik szereplőt is, hogy hasonló módon cselekedjenek. Azonban jóval úti céljuk elérése előtt egy fogadóban megállítják őket.
- Jane Austen Szerelem és barátság című művében a főszereplők meggyőznek egy befolyásolható lányt, hogy szökjön meg egy ismerőssel Gretna Greenbe.
- A Büszkeség és balítélet című Jane Austen-regényben a pár, aki a 47. fejezetben megszökik, hagy egy üzenetet, hogy a tervezett úti céljuk Gretna Green.[9]
- Agatha Christie Nemezis című művében Miss Marple Gretna Greenre utal futólag megjegyezve: „Nem volt szükségük arra, hogy elrepüljenek Gretna Greenbe, kellően érettek voltak a házassághoz.”
- A Nagy vakáció (1967) című film (Louis de Funès-vel) egyes jelenetei itt játszódnak.
- A múlt század hatvanas éveiben sláger szintű népszerűségnek örvendett Magyarországon a Gretna Green-i ballada című sanzon. Gyulai Gaál János és Hárs László szerzeményét Tolnay Klári énekelte.[10]
- A Carnival Films Downton Abbey című sorozata második évad hetedik részében az egyik főszereplő visszás-házasságra (mésalliance) készül a család sofőrjével. A családfő beleegyezését nem bírván Gretna Greenbe szöknek, ám a lány által hátrahagyott nyomravezető levelet testvérei idejekorán felfedezik és utánaerednek. A szökevényeket jóval céljuk elérése előtt - egy fogadóban, ahol éjjeli szállást vettek -, utolérik és húgukat ráveszik a hazatérésre.

## Külső linkek
- The Wedding Bureau, Gretna, SCO, UK, <http://www.gretnaweddings.co.uk/>.
- Wedding History, Gretna Green, SCO, UK, <http://www.gretnagreen.com/>. Hozzáférés ideje: 2013-03-17 Archiválva 2013. március 18-i dátummal a Wayback Machine-ben.
- Directory, Gretna Green, SCO, UK: Weddings, <http://www.gretnaweddings.com/>. Hozzáférés ideje: 2013-03-17.
- The Registrar General, Scotland, UK, <http://www.gro-scotland.gov.uk/>. Hozzáférés ideje: 2013-03-17.
- Babits Mihály: Gretna Green
- A Gretna Green-i ballada a youtube-on